# آتشي بوناكورسي
آتشي بوناكورسي (بالإيطالية: Aci Bonaccorsi)‏ هي بلدة تقع في مقاطعة كاتانيا في صقلية في إيطاليا ويبلغ عدد سكانها 2,549 نسمة.